# Ophiocreas oedipus
Ophiocreas oedipus is een slangster uit de familie Asteroschematidae.
De wetenschappelijke naam van de soort werd in 1879 gepubliceerd door Theodore Lyman.